# Puná
Puná (španělsky Isla Puná) je ostrov v Tichém oceánu, který se nachází u severozápadního břehu Jižní Ameriky. Patří Ekvádoru, u jehož jižních břehů leží v Guayaquilské zátoce, u ústí řeky Guayas. Na východě ho od pevniny odděluje průliv Jambelí a na západě průliv Morro, když právě tyto dva průlivy spojují Guayaquilskou zátoku s ústím řeky Guayas. Rozloha ostrova je 855 km².

## Administrativní zařazení
Ostrov je farností ve Guayaquilském kantonu ve Guayaské provincii.

## Historie
V 16. století byl ostrov základnou pro výpady španělských conquistadorů. Roku 1541 tu byl místními indiány zavražděn první peruánský biskup Vincente Valverde.